# Зееман (лунный кратер)
Кратер Зееман (лат. Zeeman) — огромный древний ударный кратер в южной приполярной области обратной стороны Луны. Название присвоено в честь нидерландского физика, лауреата Нобелевской премии по физике, Питера Зеемана (1865—1943); утверждено Международным астрономическим союзом в 1970 году. Образование кратера относится к нектарскому периоду.

## Описание кратера

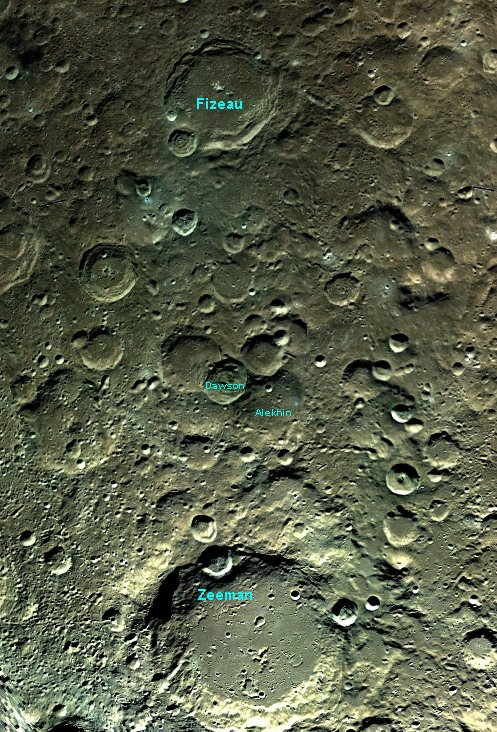
Экранный снимок программы World Wind 1.4.

Ближайшими соседями кратера являются кратер Де Форест на западе; кратер Нумеров на западе-северо-западе; кратер Кроммелин на северо-западе; кратеры Чан Ю-Че, Даусон и Алёхин на севере; кратер Дерфель на северо-востоке; кратер Больцман на востоке; кратер Ашбрук на юго-востоке; кратер Кохер на юге и кратер Лаверан на юго-западе. Селенографические координаты центра кратера 75°04′ ю. ш. 135°04′ з. д. / 75,07° ю. ш. 135,06° з. д., диаметр 186,6 км, глубина 3 км.
Кратер Зееман значительно разрушен и имеет полигональную форму. Вал сглажен, внутренний склон вала имеет остатки террасовидной структуры и существенно отличается по ширине в различных частях. Северная часть вала перекрыта сателлитным кратером Зееман Y (см. ниже), северо-восточная - сателлитным кратером Зееман E. В северо-западной части вала находится приметный пик с высотой 8200 м над дном чаши. В западной части вал кратера рассечен долиной образовавшейся в результате слияния маленьких кратеров. Высота вала над окружающей местностью достигает 1910 м .  Дно чаши ровное, переформировано лавой, испещрено множеством крохотных кратеров. Массив центральных пиков смещен к юго-востоку от центра чаши.

## Сателлитные кратеры
| Зееман | Координаты                                              | Диаметр, км |
| ------ | ------------------------------------------------------- | ----------- |
| E      | 74°01′ ю. ш. 124°19′ з. д. / 74,01° ю. ш. 124,32° з. д. | 24,6        |
| G      | 74°22′ ю. ш. 108°11′ з. д. / 74,36° ю. ш. 108,18° з. д. | 40,6        |
| U      | 73°37′ ю. ш. 149°45′ з. д. / 73,61° ю. ш. 149,75° з. д. | 23,3        |
| X      | 71°22′ ю. ш. 138°15′ з. д. / 71,36° ю. ш. 138,25° з. д. | 24          |
| Y      | 72°28′ ю. ш. 137°42′ з. д. / 72,47° ю. ш. 137,7° з. д.  | 32,2        |

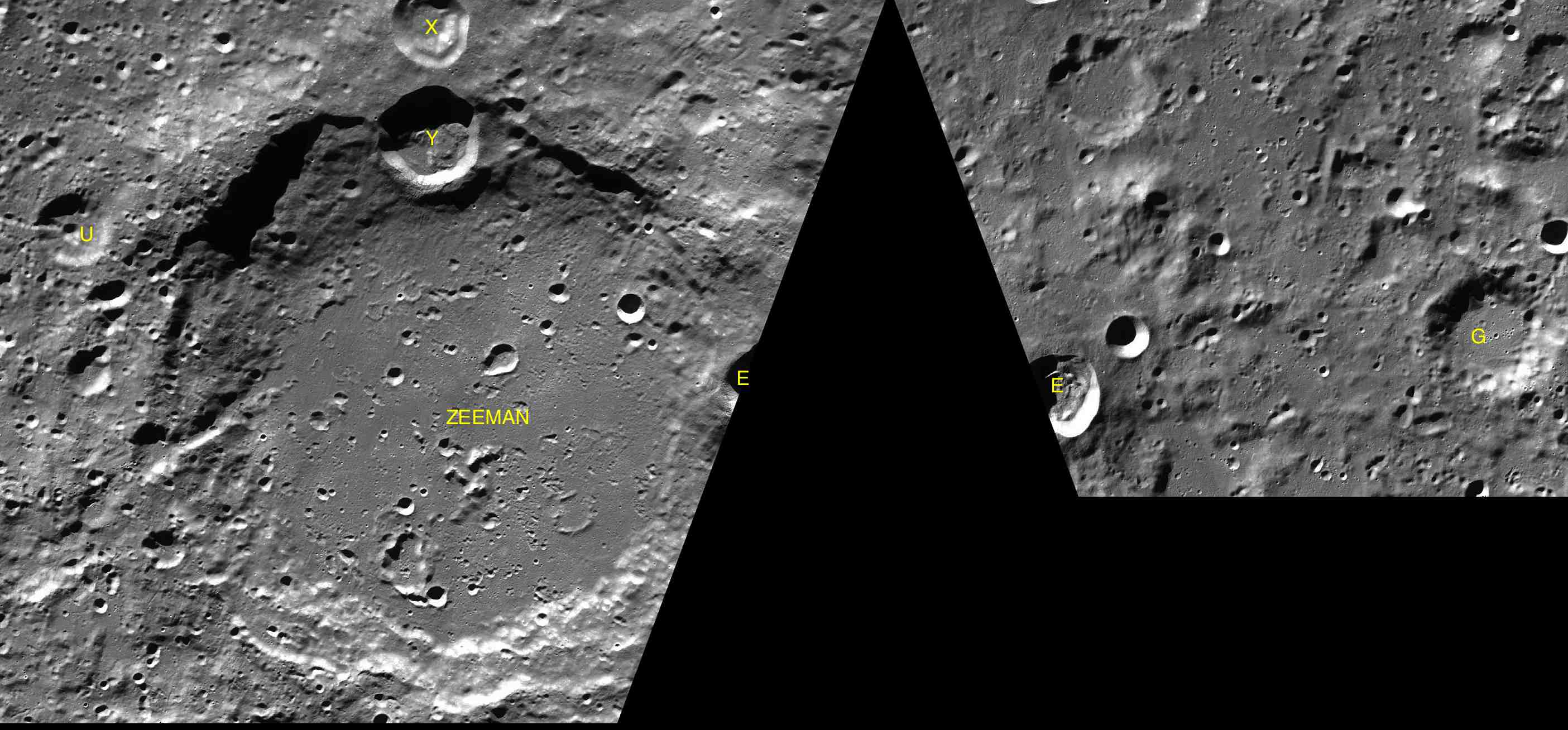
Фрагменты карт LAC-142, LAC-143.

- Образование сателлитного кратера Зееман Y относится к раннеимбрийскому периоду[1].

## История изучения
17 августа 2023 года АМС Луна-25 сфотографировала кратер Зееман.

## Галерея

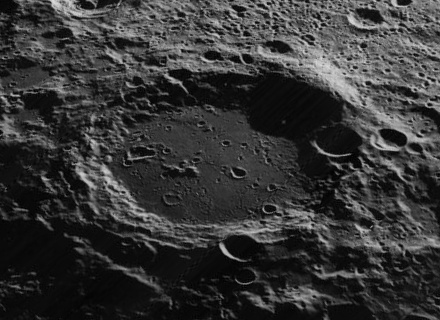
Снимок зонда Лунар орбитер-5.

## См.также
- Список кратеров на Луне
- Лунный кратер
- Морфологический каталог кратеров Луны
- Планетная номенклатура
- Селенография
- Минералогия Луны
- Геология Луны
- Поздняя тяжёлая бомбардировка